# Hans-Peter Bärtschi

Hans-Peter Bärtschi: Selbstporträt 1982

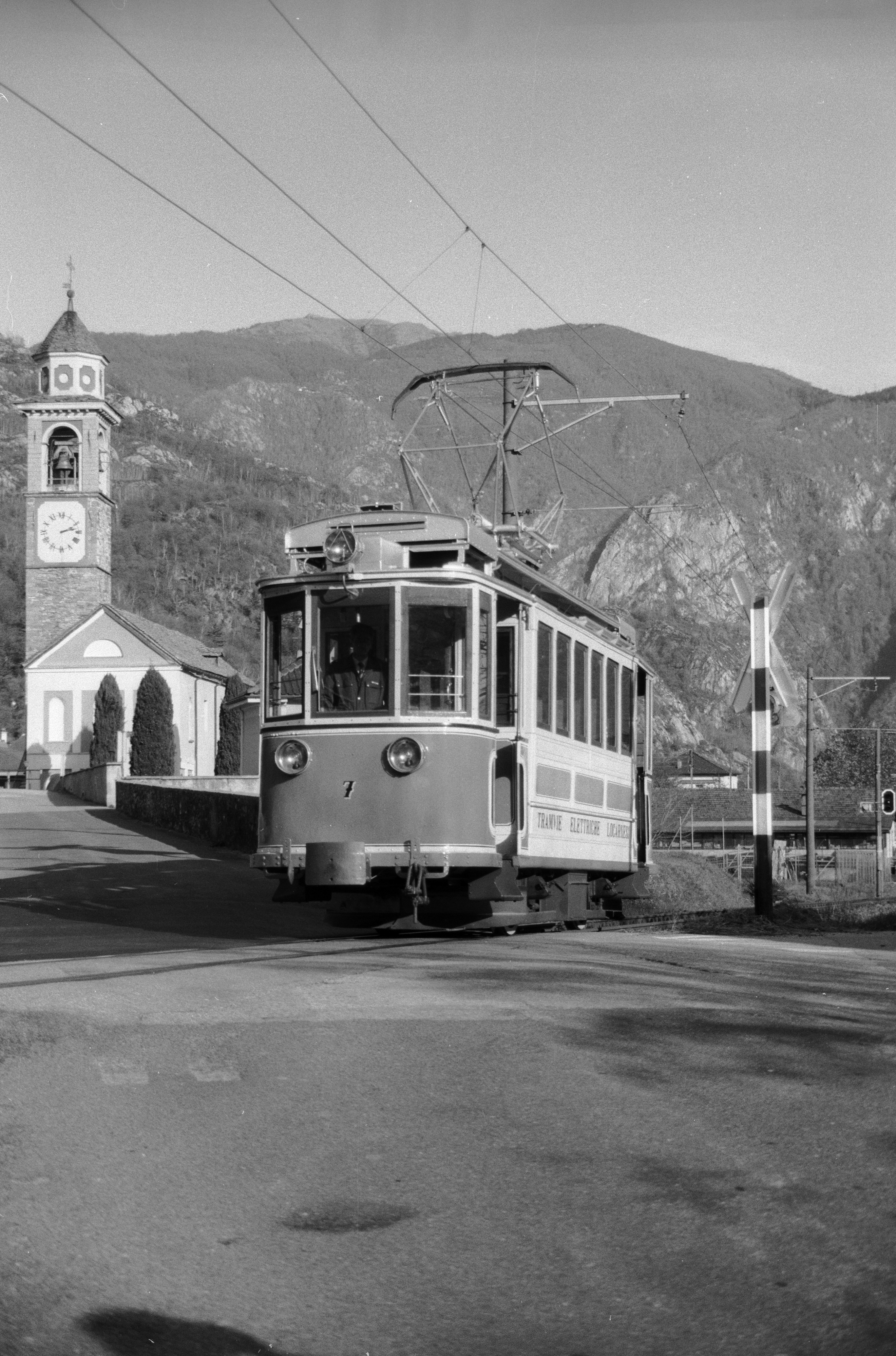
Eines seiner Fotos: Centovallibahn, FART Nr. 7 in Cavigliano, 1992

Hans-Peter Bärtschi (* 23. Februar 1950 in Winterthur; † 2. Februar 2022 ebenda) war ein Schweizer Architekt, Autor und Fotograf sowie Technik- und Wirtschaftshistoriker.

## Leben
Hans-Peter Bärtschi studierte Architektur an der ETH Zürich, unter anderem bei Aldo Rossi, bei dem er auch seine Diplomarbeit anfertigte. Mit der Dissertation über «Industrialisierung, Eisenbahnschlachten und Städtebau» wurde er bei Jean-François Bergier und Paul Hofer zum Dr. sc. techn. promoviert. In Winterthur gründete er das Büro Arias – Architektur Industriearchäologie Stadtentwicklung.
Bereits während seines Studiums engagierte er sich für den Erhalt von Kulturgütern in der Struktur der Architektur. Er gründete 1979 die «ARIAS-Industriekultur», um damit die Dokumentation und Restaurierung von Industriedenkmälern zu ermöglichen. Gleichzeitig kuratierte er in zahlreichen Museen Ausstellungen zur Industriegeschichte wie zum Beispiel seit 1981 ein Engagement für die ehemalige Bierbrauerei Mühlerama.
Darüber hinaus war Bärtschi Autor zahlreicher Publikationen im Bereich Technik, Architektur und Bautechnikgeschichte, auch für Radio- und Fernsehsendungen. Er trug ein gewaltiges Wissen zur jüngeren Geschichte der Schweiz zusammen, dokumentierte auf seinen Reisen in 120 Länder auch den Wandel in anderen Teilen der Welt. Ausserdem fotografierte er in seinem Arbeitsleben ca. 350'000 Fotos zur Industrie-Arbeitswelt, die er zusammen mit Sylvia Bärtschi-Baumann in die Stiftung Industriekultur überführte und dieser vermachte. Zurzeit werden diese Fotos von der ETH digitalisiert und unter freier CC-Lizenz online gestellt. Er war Korrespondent der Zeitschrift Industriekultur für die Schweiz.
Der Pionier der «Schweizer Industrie-Archäologie» wuchs, wie er selbst schrieb, «zwischen der Giesserei Rieter, der Lokomotiven-Fabrik und dem Eisenbahn-Stellwerk auf». Er kämpfte für die «Rettung von Zeugen der grossen industriellen Ära der Schweiz» und gegen den einseitigen Mythos des bäuerlichen Landidylls. Die Folgen eines Fahrradunfalls vor langer Zeit warfen ihn aus der Bahn. Bärtschi starb drei Wochen vor seinem 72. Geburtstag nach längerer Krankheit in seiner Heimatstadt Winterthur.

## Rezeption
Zahlreiche Verlage, bei denen Bärtschi veröffentlichte, würdigten ihn mit: «Bärtschi ist ein Industrie-Erotiker. Er kennt jede Maschine, jeden Prozess, jeden Werkstoff» und «Hans-Peter Bärtschi ist ein Besessener. Das industrielle Zeitalter in der Schweiz aufzuarbeiten, ist sein Lebenswerk. (…) Und er ist ein wandelndes Lexikon; ein gutes, das nicht nur Begriffe nennt, sondern auch Zusammenhänge kennt».

### Nachrufe und Würdigungen
- Hans-Peter Bärtschi. Mit ihm hatte die Vergangenheit noch Zukunft. Nachruf, Schweizerische Gesellschaft für Technikgeschichte und Industriekultur (Internet Archive, Stand 5. Februar 2022)
- Jürg Hauswirth: Würdigung Hans-Peter Bärtschi, ETH Zürich, 5. Oktober 2022 (PDF)
- Thomas Eichenberger: Würdigung des Bildschaffens, ETH Zürich, 5. Oktober 2022 (PDF)
- Dominik Landwehr: Schon über 130 000 Fotos aus dem Nachlass online. Zum Tod von Hans-Peter Bärtschi. Jahresbericht Verbands Industriekultur und Technikgeschichte Schweiz, Vintes für das Jahr 2022. März 2023. PDF

## Schriften
- Zürich als Industriestadt in: «Schweiz», Zürich, Schweizerische Verkehrszentrale Jg. 53, H. 11 1980, S. 1–32.
- Industrialisierung, Eisenbahnschlachten und Städtebau, Basel, Birkhäuser 1983, ISBN 3-7643-1312-9.
- Die Siedlungsstadt Winterthur, Bern, Gesellschaft für Schweizerische Kunstgeschichte 1989.
- Winterthur. Industriestadt im Umbruch, Wetzikon, Buchverlag der Druckerei Wetzikon 1990.
- Industrielehrpfad Zürcher Oberland, Wetzikon, Buchverlag der Druckerei Wetzikon 1991.
- Mit Andreas Hauser, Hans Ulrich Wipf, Hans Bölsterli, Karl Schmuki: Schaffhausen. In: Gesellschaft für Schweizerische Kunstgeschichte (Hrsg.): INSA Inventar der neueren Schweizer Architektur 1850–1920. Band 8. Orell Füssli, Zürich 1996, ISBN 3-280-02410-2, S. 265–423, doi:10.5169/seals-9219 (159 S. 191 Abb., e-periodica.ch).
- Das industrielle Erbe und die Schweiz – La Suisse et son patrimoine industriel. Birkhäuser, Basel 1998, ISBN 3-7643-5880-7.
- Wohnungsbau und Siedlungsentwicklung, Chronos 1999, ISBN 978-3-905313-33-8.
- Industriekultur in Winterthur. Basis: Produktion, Hans-Peter Bärtschi (Hg.), Neujahrsblatt der Stadtbibliothek Winterthur, Band 333, 2002 Chronos, Zürich, ISBN 978-3-0340-0578-4.
- Industriekultur im Kanton Bern. Unterwegs zu 333 Zeugen des produktiven Schaffens. Rotpunktverlag, Zürich 2006, ISBN 3-85869-315-4.
- Der endliche Fortschritt – unterwegs zur Zerstörung der Industriekultur. Orell Füssli, Zürich 2002, ISBN 978-3-280-02680-9.*  Kilometer Null: vom Auf- und Abbau der industriellen Schweiz, Text und Illustrationen von Hans-Peter Bärtschi (= Vontobel-Schriftenreihe, Band 1660). Vontobel-Stiftung, Zürich 2004, DNB 972898816, OCLC 605951757 (115 Seiten).* Der Osten war rot, Chronos 2008, ISBN 978-3-0340-0916-4.
- Industriekultur im Kanton Zürich Unterwegs zu 222 Schauplätzen des produktiven Schaffens. Herausgegeben von der Informationsplattform für schützenswerte Industriekulturgüter der Schweiz (ISIS), ein Projekt der Schweizerischen Gesellschaft für Technik. Rotpunktverlag, Zürich 2009, ISBN 978-3-85869-407-2.
- Die industrielle Schweiz – aufgebaut und ausverkauft, Hier und Jetzt Verlag, Baden 2011, ISBN 978-3-03919-145-1.

### Publikationen gestützt auf den Nachlass
- Thomas Eichenberger: Eisenbahnbilder – Eisenbahnbild : Schweizer Eisenbahnen im Fotoarchiv von Hans-Peter Bärtschi und der Stiftung Industriekultur, Zürich, ETH-Bibliothek; Scheidegger & Spiess, 2023. ISBN 978-3-03942-153-4